# Les Enfants du Verseau
Les Enfants du Verseau. Pour un nouveau paradigme (The Aquarian Conspiracy: Personal and Social Transformation in our Time) est un livre de la journaliste américaine Marilyn Ferguson publié en 1980, qui synthétise de façon apologétique les idées religieuses du New Age. Il définit ce que l'auteure appelle un nouveau paradigme.

## Contenu
L'ouvrage s'appuie sur des doctrines astrologiques, concernant notamment le signe du Verseau. Marilyn Ferguson soutient que nous entrons (depuis les années 1960) dans l'ère du Verseau.
Danièle Hervieu-Léger, chercheuse en sociologie des religions, écrit dans sa recension de l'ouvrage en 1982 qu'il s'agit d'un « document sur l'effervescence scientifico-spirituelle qui a cours aujourd'hui aux U.S.A. mais aussi en Europe ».

## Critiques et analyses
Des théologiens chrétiens comme Norman Geisler (en) ont critiqué l'ouvrage, y voyant une forme de panthéisme et de paganisme.
Les Enfants du Verseau a aussi été analysé par des sociologues et critiques de l'ésotérisme et du conspirationnisme comme Pierre-André Taguieff.